# Karel Tichý
Karel Tichý (2. listopad 1904, Tábor - 3. září 1988, Montelimar u Avignonu), byl československý voják a velitel výsadku Destroyer.

## Mládí
Narodil se 2. listopadu 1904 v Táboře. Otec Václav byl státní úředník, matka Marie, rozená Hejná byla v domácnosti. Měl jednoho bratra. Obecnou školu absolvoval v Táboře. Zde také absolvoval reálné gymnázium (bez složení maturitní zkoušky). Až do nástupu na vojenskou základní službu 9. července 1923 pracoval jako kancelářský pomocník. Prezenční službu absolvoval u zdravotnického praporu v Českých Budějovicích. 9. ledna 1925 byl v hodnosti desátníka propuštěn do zálohy.
Po ukončení vojenské služby pracoval jako účetní v Praze a poté v roce 1926 jako cvičitel Sokola v Polsku. V roce 1937 odjel do Francie, kde pracoval v obchodě s kávou a poté jako účetní v bance v Paříži. Zároveň od roku 1928 působil jako náčelník pařížského Sokola.
V roce 1935 se oženil, z manželství se narodil syn Karel.

## V exilu
Po napadení Francie se účastnil bojů v řadách československé zahraniční armády. 12. července 1940 byl evakuován do Anglie, kde byl zařazen k 1. pěšímu praporu. 1. května 1941 byl povýšen na četaře a zařazen do výcviku pro plnění zvláštních úkolů. Po prodělání základního paravýcviku byl přeřazen k tankovému praporu na pozici střelce. Ve výcviku pro plnění zvláštních úkolů pokračoval až v roce 1944 od 24. dubna do 20. června. Již v hodnosti rotného prodělal tělovýchovný kurz, opakovací parakurz a dále potom kurz tajných inkoustů a zpravodajský kurz. Po ukončení výcviku byl jmenován velitelem výsadku Destroyer.

## Nasazení
Spolu s Menšíkem byl vysazen 4. července poblíž obce La Troche v okupované Francii. Přesunuli se do Paříže, odkud navázali radiové spojení s Vojenskou radiovou ústřednou a pomáhali organizovat československé odbojové skupiny.
Od 29. září 1944 do 3. ledna 1945, po osvobození Paříže působil jako radista československého vojenského atašé ve Francii. V říjnu 1944 byl povýšen na podporučíka.

## Zpět v Anglii
Po návratu do Anglie byl v březnu 1945 povýšen do hodnosti poručíka a zařazen jako zástupce velitele do nově utvořené skupiny Chromium. Skupina se přesunula do Itálie, odkud podnikla dva neúspěšné pokusy o vysazení v protektorátu. 9. května 1945 byla operace Chromium zrušena. Přes Anglii se vrátil zpět do Československa.

## Po válce
Po návratu nastoupil jako voják z povolání do sektoru vojenské tělovýchovy. Postupně byl povýšen do hodnosti kapitána. V roce 1950 byl z armády propuštěn. Následně byl vězněn v Opavě a na Ruzyni. Od roku 1957 pracoval jako obchodní zástupce.
V roce 1964 se s rodinou legálně vystěhoval do Francie. Zemřel 3. září 1988.

## Vyznamenání
- 1944 -  Pamětní medaile československé armády v zahraničí se štítky Francie a Velká Británie
- 1945 -  Československý válečný kříž 1939